# 안서현
안서현(2004년 1월 12일~)은 대한민국의 배우이자 모델이다.
2006년 7월부터 2007년 3월까지 8개월 동안 SBS TV 프로그램 《솔로몬의 선택》의 유아 단역으로 출연하였었으며, 2008년에 독립 단편 영화 《세상의 끝에서》의 단역(한나영 역)을 통하여 영화 배우(아역)로 정식 데뷔를 하였다.

## 학력
- 저현고등학교 (중퇴)
- 고등학교 졸업학력 검정고시[2] (합격)

## 출연 작품

### 연기 활동

#### 영화
| 연도   | 제목            | 역할 및 배역  | 비고                                 |
| ------ | --------------- | ------------- | ------------------------------------ |
| 2008년 | 세상의 끝에서   | 한나영        | 단편영화                             |
| 2009년 | 토끼와 리저드   | 어린 메이     |                                      |
| 2010년 | 황해            | 교수 딸       |                                      |
| 2010년 | 파괴된 사나이   | 어린 주혜린   |                                      |
| 2010년 | 하녀            | 해라/훈 딸    |                                      |
| 2011년 | 챔프            | 여자아이      |                                      |
| 2011년 | 미안해, 고마워  | 린이          |                                      |
| 2011년 | Mr. 아이돌      | 한은서        |                                      |
| 2014년 | 몬스터          | 계나리        |                                      |
| 2014년 | 신의 한 수      | 량량          |                                      |
| 2017년 | 옥자            | 미자          | 제70회 칸 국제영화제 경쟁부문 초청작 |
| 2017년 | 미망인          | 민영          | 단편영화                             |
| 2022년 | 오! 마이 고스트 | 콩이 / 양정화 |                                      |

#### 드라마
| 연도   | 방송사 | 제목                              | 역할 및 배역      | 비고         |
| ------ | ------ | --------------------------------- | ----------------- | ------------ |
| 2008년 | KBS2   | 연애결혼                          |                   |              |
| 2008년 | SBS    | 떼루아                            | 어린 이우주       |              |
| 2009년 | SBS    | 사랑은 아무나 하나                | 하늘              |              |
| 2009년 | MBC    | 혼                                | 어린 윤하나       | 1화~2화, 7화 |
| 2010년 | SBS    | 세 자매                           | 윤구슬            |              |
| 2010년 | KBS2   | KBS 드라마 스페셜 - 위대한 계춘빈 | 새롬              | 단막극       |
| 2011년 | KBS2   | 드림하이                          | 혜미 동생, 고혜성 |              |
| 2011년 | KBS2   | 동안미녀                          | 현이              |              |
| 2011년 | 채널A  | 천상의 화원 곰배령                | 강현수            |              |
| 2011년 | MBN    | 왓츠업                            | 어린 오두리       |              |
| 2012년 | SBS    | 바보엄마                          | 박닻별            |              |
| 2013년 | KBS2   | 상어                              | 어린 한이현       | 1~3화        |
| 2013년 | MBC    | 황금 무지개                       | 어린 김십원       | 1~11화       |
| 2014년 | KBS2   | KBS 드라마 스페셜 - 보미의 방     | 공보미            | 단막극       |
| 2014년 | KBS2   | TV소설 일편단심 민들레            | 어린 민들레       | 1~19화       |
| 2015년 | SBS    | 마을 - 아치아라의 비밀            | 서유나            |              |
| 2018년 | XtvN   | 복수노트 2                        | 오지나            |              |
| 2019년 | SBS    | 해치                              | 꽃님이            |              |
| 2019년 | KBS2   | 오늘도 안녕                       | 최소희            | 기획 특집극  |

### 이외 단발적 연기 활동

#### 뮤직 비디오
| 연도   | 가수 | 곡명     | 비고 |
| ------ | ---- | -------- | ---- |
| 2009년 | 양파 | 〈령혼〉 |      |

### 그 이외 여타 활동

#### 텔레비전 프로그램
| 연도            | 방송사 | 제목                   | 역할 | 비고 |
| --------------- | ------ | ---------------------- | ---- | ---- |
| 2006년 ~ 2007년 | SBS    | 솔로몬의 선택          |      |      |
| 2007년          | SBS    | 심리극장 천인야화      |      |      |
| 2008년          | KBS2   | 우주방송국 따따        |      |      |
| 2008년          | MBC    | 뽀뽀뽀 아이 조아       |      |      |
| 2010년 ~ 2011년 | EBS1   | 키득키득 맛있는 실험실 | 진행 |      |
| 2017년          | tvN    | 둥지탈출 시즌 2        |      |      |

## 홍보대사
- 2020년 경기도교육청 홍보대사[11]
- 2020년 제12회 서울국제건축영화제 홍보대사[12]

## 수상 및 후보
| 연도   | 시상식                      | 부문                          | 작품                                           | 결과 | 참조   |
| ------ | --------------------------- | ----------------------------- | ---------------------------------------------- | ---- | ------ |
| 2011년 | KBS 연기대상                | 청소년 연기상                 | 드림하이, 동안미녀                             | 후보 |        |
| 2014년 | KBS 연기대상                | 청소년 연기상                 | 일편단심 민들레, KBS 드라마 스페셜 - 보미의 방 | 수상 | [ 13 ] |
| 2017년 | 제70회 칸영화제             | 여우주연상                    | 옥자                                           | 후보 |        |
| 2017년 | 제17회 대한민국청소년영화제 | 여자아역배우부문 인기영화인상 | 옥자                                           | 수상 |        |
| 2017년 | 제2회 마카오 국제영화제     | 차세대 스타상                 | 옥자                                           | 수상 | [ 14 ] |
| 2018년 | 제38회 황금촬영상           | 아역상                        | 옥자                                           | 수상 |        |